# Thelma Schoonmaker
Thelma Schoonmaker (* 3. ledna 1940) je americká střihačka, která přes padesát let spolupracovala s režisérem Martinem Scorsesem. Začala s ním spolupracovat na jeho debutu Who's That Knocking at My Door (1967) a od filmu Zuřící býk (1980) byla střihačkou všech jeho filmů. Byla osmkrát nominována na Oscara za nejlepší střih a třikrát tuto cenu získala – za filmy Zuřící býk (1980), Letec (2004) a Skrytá identita (2006).

## Vybraná filmografie
- Who's That Knocking at My Door (1967)
- Zuřící býk (1980)
- Král komedie (1982)
- After Hours (1985)
- The Color of Money (1986)
- „Bad“ (1987)
- Poslední pokušení Krista (1988)
- New York Stories (1989) segment "Life Lessons"
- Goodfellas (1990)
- Mys hrůzy (1991)
- Věk nevinnosti (1993)
- Casino (1995)
- Grace of My Heart (1996)
- Kundun (1997)
- Počítání mrtvých (1999)
- Gangy New Yorku (2002)
- Letec (2004)
- Skrytá identita (2006)
- Prokletý ostrov (2010)
- Hugo a jeho velký objev (2011)
- Vlk z Wall Street (2013)
- Bombay Velvet (2015)
- Mlčení (2016)
- The Snowman (2017)
- Irčan (2019)
- Killers of the Flower Moon (2021)

### Ostatní
- The Kids Are Alright (1979) (zvláštní konzultantka)
- Woodstock (1970) (asistentka režie a střihačka)
- Impérium – Mafie v Atlantic City (epizoda: „Impérium – Mafie v Atlantic City“, 2010) (konzultantka)